# Ceryerda
Ceryerda cursitans es una especie de araña araneomorfa de la familia Gnaphosidae. Es la única especie del género monotípico Ceryerda.  

## Distribución
Es originaria de Australia Occidental .